# Richard Bellis
Pour les articles homonymes, voir Bellis (homonymie).
 (octobre 2020).
Si vous disposez d'ouvrages ou d'articles de référence ou si vous connaissez des sites web de qualité traitant du thème abordé ici, merci de compléter l'article en donnant les références utiles à sa vérifiabilité et en les liant à la section « Notes et références ».
Richard Bellis est un compositeur et acteur américain, né le 3 avril 1946 à Pasadena, en Californie.

## Filmographie

### Comme compositeur
- 1977 : Black Market Baby (en)
- 1979 : A Shining Season (TV)
- 1981 : Dear Teacher (TV)
- 1981 : The Other Victim (TV)
- 1982 : Money on the Side (en)
- 1988 : L'Innocence foudroyée (en)
- 1988 : Addicted to His Love (TV)
- 1989 : ABC Afterschool Special, saison 17, épisode Torn Between Two Fathers
- 1990 : « Il » est revenu
- 1991 : La Maison hantée (en)
- 1991 : La Stratégie de l'infiltration (en)
- 1991 : La Vengeance d'une mère (A Mother's Justice) (TV)
- 1991 : Nightmare in Columbia County (TV)
- 1992 : Blind Man's Bluff (TV)
- 1992 : Deux jumelles dans l'Ouest
- 1992 : A Killer Among Friends (en)
- 1993 : Parents coupables (Without a Kiss Goodbye) TV
- 1993 : Doubles jumelles, doubles problèmes
- 1993 : No Child of Mine (TV)
- 1994 : The Spider and the Fly (TV)
- 1994 : Au nom de la vérité
- 1994 : Deux Jumelles dans l'Ouest
- 1995 : Fausse identité
- 1995 : Where's the Money, Noreen? (TV)
- 1996 : The Legend of the Ruby Silver (TV)
- 1996 : Kidz in the Wood (en)
- 1997 : You're Invited to Mary-Kate & Ashley's New York Ballet Party (en)
- 1997 : You're Invited to Mary-Kate & Ashley's Mall Party (en)
- 1997 : You're Invited to Mary-Kate & Ashley's Christmas Party (en)
- 1997 : You're Invited to Mary-Kate & Ashley's Birthday Party (en)
- 1997 : L'Intrigante
- 1997 : Breaking the Surface: The Greg Louganis Story
- 1997 : Tout pour ma fille (Out of Nowhere)
- 1998 : You're Invited to Mary-Kate & Ashley's Costume Party (en)
- 1998 : You're Invited to Mary-Kate & Ashley's Camp Out Party (en)
- 1999 : The Patty Duke Show: Still Rockin' In Brooklyn Heights (en)
- 1999 : Un père trop célèbre
- 1999 : Une nuit très particulière (en)
- 2001 : Scandale à l'hôpital de Micky Dolenz
- 2001 : Le Grand Secret (Above & Beyond) de Stuart Alexander
- 2001 : Apples & Oranges (court-métrage)
- 2001 : Spirit (TV)
- 2003 : Reflections of China
- 2004 : Heart of the Storm (en)
- 2004 : Invisible Kids

### Comme acteur
- 1954 : Des monstres attaquent la ville : Mike Lodge
- 1957 : Le Vengeur : David Devlin (non crédité)
- 1957 : Portland Exposé (en) : Jimmy Madison

## Distinctions

### Récompenses
- Emmy Award de la meilleure bande originale de mini-série en 1991 pour Ça.

### Nominations
- Emmy Award de la meilleure bande originale de téléfilm en 1992 pour Doublecrossed.
- Emmy Award de la meilleure bande originale de téléfilm en 1994 pour Doubles jumelles, doubles problèmes.